# 二甲双酮
二甲双酮，化学名5,5-二甲基噁唑烷-2,4-二酮，分子式C5H7NO3，是噁唑烷二酮类抗惊厥剂三甲双酮的代謝產物。